# Osman Kamara
Osman Kamara, född 31 december 1987, är en sierraleonsk simmare.
Kamara tävlade för Sierra Leone vid olympiska sommarspelen 2016 i Rio de Janeiro, där han blev utslagen i försöksheatet på 50 meter frisim.